# 蒋昌建
蒋昌建（1965年9月25日—），福建厦门人，复旦大学国际关系与公共事务学院副教授，同时担任江苏卫视《最强大脑》主持人及央视特约评论员。

## 生平
1965年出生于福建厦门，11岁时，举家搬至安徽，1988年毕业于安徽师范大学政教系，并留校任教。1990年，蒋昌建进入复旦大学国际政治系攻读硕士学位。1993年随复旦大学代表队参加中国中央电视台和新加坡广播局（即现在的新传媒）举办的首届国际大专辩论会，帮助复旦夺得冠军，获得决赛“全场最佳辩论员”称号，同年获硕士学位，并于1997年获复旦大学国际政治系博士学位。2010年起担任复旦大学国际关系与公共事务学院副教授。
2001年至2005年，蒋昌建成为《杨澜访谈录》总策划。2014年至2021年，江苏卫视科学类真人秀节目《最强大脑》播出，蒋昌建成为这一节目的主持人。2019年起担任东方卫视《今晚60分》（以及后来的《今晚》）嘉宾主持至今。